# Чемпионат мира по фехтованию 1990
Чемпионат мира по фехтованию в 1990 году проходил с 7 по 15 июля в Лионе (Франция). Среди мужчин соревнования проходили в личном и командном зачёте по фехтованию на саблях, рапирах и шпагах, среди женщин — соревнования в личном и командном зачёте по фехтованию на шпагах и рапирах.

## Общий медальный зачёт
| Место | Страна  | Золото | Серебро | Бронза | Всего |
| ----- | ------- | ------ | ------- | ------ | ----- |
| 1     | Италия  | 3      | 3       | 2      | 8     |
| 2     | ФРГ     | 3      | 0       | 2      | 5     |
| 3     | Венгрия | 1      | 3       | 0      | 4     |
| 4     | СССР    | 1      | 2       | 5      | 8     |
| 5     | Франция | 1      | 1       | 0      | 2     |
| 6     | Куба    | 1      | 0       | 0      | 1     |
| 7     | Польша  | 0      | 1       | 0      | 1     |
| 8     | Китай   | 0      | 0       | 1      | 1     |
| Всего | Всего   | 10     | 10      | 10     | 30    |

## Медалисты

### Мужчины
| Дисциплина                  | Золото                                                                                           | Серебро                                                                           | Бронза                                                                         |
| --------------------------- | ------------------------------------------------------------------------------------------------ | --------------------------------------------------------------------------------- | ------------------------------------------------------------------------------ |
| Шпага Личное первенство     | Томас Герулль                                                                                    | Анджело Маццони                                                                   | Арнд Шмитт                                                                     |
| Шпага Командное первенство  | Италия · Сандро Куомо · Сандро Резеготти · Стефано Пантано · Анджело Маццони · Маурицио Рандаццо | Франция · Оливье Ленгле · Эрик Среки · Филипп Рибу · Жан-Мишель Анри              | СССР · Павел Колобков · Виталий Агеев · Андрей Шувалов · Михаил Тишко          |
| Рапира Личное первенство    | Филипп Омнес                                                                                     | Андреа Борелла                                                                    | Дмитрий Шевченко                                                               |
| Рапира Командное первенство | Италия · Алессандро Пуччини · Андреа Борелла · Андреа Сипресса · Федерико Черви                  | Польша · Пётр Кельпиковский · Рышард Собчак · Лешек Бандах · Адам Кжесиньский     | СССР · Дмитрий Шевченко · Сергей Голубицкий · Сергей Апциаури · Борис Корецкий |
| Сабля Личное первенство     | Дьёрдь Небальд                                                                                   | Георгий Погосов                                                                   | Тони Теренци                                                                   |
| Сабля Командное первенство  | СССР · Андрей Альшан · Георгий Погосов · Григорий Кириенко · Сергей Миндиргасов                  | Венгрия · Имре Буйдошо · Бенце Сабо · Дьёрдь Небальд · Чаба Кёвеш · Ласло Чонграй | ФРГ Феликс Беккер Юрген Нольте Йёрг Кемпених Ульрих Айфлер Франк Блекман       |

### Женщины
| Дисциплина                  | Золото                                                                              | Серебро                                                                                    | Бронза                                                                                        |
| --------------------------- | ----------------------------------------------------------------------------------- | ------------------------------------------------------------------------------------------ | --------------------------------------------------------------------------------------------- |
| Шпага Личное первенство     | Тайми Чаппе                                                                         | Диана Ээри                                                                                 | Мария Мазина                                                                                  |
| Шпага Командное первенство  | ФРГ Эва-Мария Иттнер Уте Шепер Рената Рибандт-Каспар Моника Риц Сабина Крапф        | Венгрия · Диана Ээри · Дьёндь Салай-Хорват · Марина Варконьи · Мариан Хорват · Жужанна Сёч | Италия · Алессандра Англезио · Элиза Уга · Аннализа Кольторти · Саба Амендолара · Лаура Кьеза |
| Рапира Личное первенство    | Аня Фихтель                                                                         | Джованна Триллини                                                                          | Ольга Величко                                                                                 |
| Рапира Командное первенство | Италия · Джованна Триллини · Маргерита Дзалаффи · Дорина Ваккарони · Лючия Траверса | СССР · Ольга Величко · Татьяна Садовская · Елена Гришина · Ольга Сидорова                  | Китай · Лян Цзюнь · Сунь Хунъюнь · Сяо Айхуа · Э Цзе                                          |